# Lliga danesa de futbol femení
La Lliga danesa de futbol femení (en danès: Danmarksturneringens Kvindeliga, Kvinde-DM Lliga o Kvindeligaen) és la primera divisió de la lliga de futbol femení de Dinamarca i està a càrrec de la Unió Danesa de Futbol. La juguen 8 equips, i els dos primers es classifiquen per a la Lliga de Campions de la UEFA.
La lliga ha canviat de nom en nombroses ocasions. Ha estat coneguda com Danmarksturneringen i damefodbold (1975-1980), Dame 1. division (1981-1992), Elitedivisionen (1993-2016) i Kvindeligaen des de la temporada 2016-17. Per motius de patrocini, també va ser coneguda com 3F Ligaen durant catorze temporades (2005-06 fins a 2018-19) i des de la temporada 2019-20, Gjensidige Kvindeligaen.

## Història
La primera edició de la lliga femenina danesa es va jugar en 1973, un any abans del debut oficial de la selecció danesa.
Les primeres 8 edicions les hi van repartir el Femina i el Ribe. Entre 1981 i 1993 es van alternar el Hjortshøj-Egå IF i el B 1909 amb un període d'hegemonia del primer de 8 anys. Després de la refundació de la lliga en 1994 van emergir el Fortuna Hjørring primer, el Odense BK després i finalment el Brøndby, que ha dominat el campionat des de 2003 amb el Fortuna com a única alternativa fins que el 2021 la va guanyar el HB Køge que va repetir el 2022.

## Format
De 1994 a 2005/06 la lliga estava formada per 8 equips que jugaven 3 vegades entre ells i el millor equip era premiat amb el campionat. L'últim equip descendia i el penúltim equip jugava un playoff, contra el segon equip de la Kvinde 1. divisió.
La 2006/07 va ser un any de transició, perquè la lliga s'ampliava a 10 equips. L'últim equip després de la temporada va jugar un partit de descens contra el tercer classificat de la Kvinde 1., per una plaça a Elitedivisionen. Els dos primers equips de la Kvinde 1. van ascendir automàticament.
Del 2007/08 al 2012/13 la lliga va estar formada per 10 equips. Aquests 10 equips jugaven a doble partit en una temporada regular. Després hi havia 2 grups de playoffs. Els llocs 1 a 4 de la temporada regular jugaven el Playoff pel Campionat. Els llocs del 5 al 10 jugaven el Playoff de descens. En els Playoffs, els punts acumulats durant la temporada regular es dividien per 2 (arrodoniment si cal). Aquests punts eren els punts de partida dels playoffs. El grup del campionat jugava una altra lligueta (6 partits cadascun) i el guanyador rebia el títol de campionat. El grup de descens jugava una única ronda (5 partits cadascun) després de la qual, els dos últims clubs descendien.
La temporada 2013/14 es va tornar a jugar només amb vuit equips. Des de llavors, els sis primers després de la temporada regular juguen un grup de campionat, el setè juga un play-off de descens i el vuitè classificat descendeix.

## Llista de Campions
Campions anteriors:
- 1973: Ribe
- 1974: Ribe
- 1975: Femina
- 1976: Ribe
- 1977: Femina
- 1978: Ribe
- 1979: Ribe
- 1980: Femina
- 1981: B 1909
- 1982: HEI Århus
- 1983: B 1909
- 1984: HEI Århus
- 1985: B 1909
- 1986: HEI Århus
- 1987: HEI Århus
- 1988: HEI Århus
- 1989: HEI Århus
- 1990: HEI Århus
- 1991: HEI Århus
- 1992: B 1909
- 1993: B 1909
- 1994: Fortuna Hjørring
- 1995: Fortuna Hjørring
- 1996: Fortuna Hjørring
- 1997: HEI Århus
- 1998: HEI Århus
- 1999: Fortuna Hjørring
- 2000: Odense BK
- 2001: Odense BK
- 2002: Fortuna Hjørring
- 2003: Brøndby IF
- 2004: Brøndby IF
- 2005: Brøndby IF
- 2006: Brøndby IF
- 2007: Brøndby IF
- 2008: Brøndby IF
- 2009: Fortuna Hjørring
- 2010: Fortuna Hjørring
- 2011: Brøndby IF
- 2012: Brøndby IF
- 2013: Brøndby IF
- 2014: Fortuna Hjørring
- 2015: Brøndby IF
- 2016: Fortuna Hjørring
- 2017: Brøndby IF
- 2018: Fortuna Hjørring
- 2019: Brøndby IF
- 2020: Fortuna Hjørring
- 2021: HB Køge
- 2022: HB Køge
- 2023: HB Køge
- 2024: FC Nordsjælland